# آرتور نوگا
آرتور نوگا (انگلیسی: Artur Noga؛ زادهٔ ۲ مهٔ ۱۹۸۸) دونده اهل لهستان است.